# کاوش مریخ

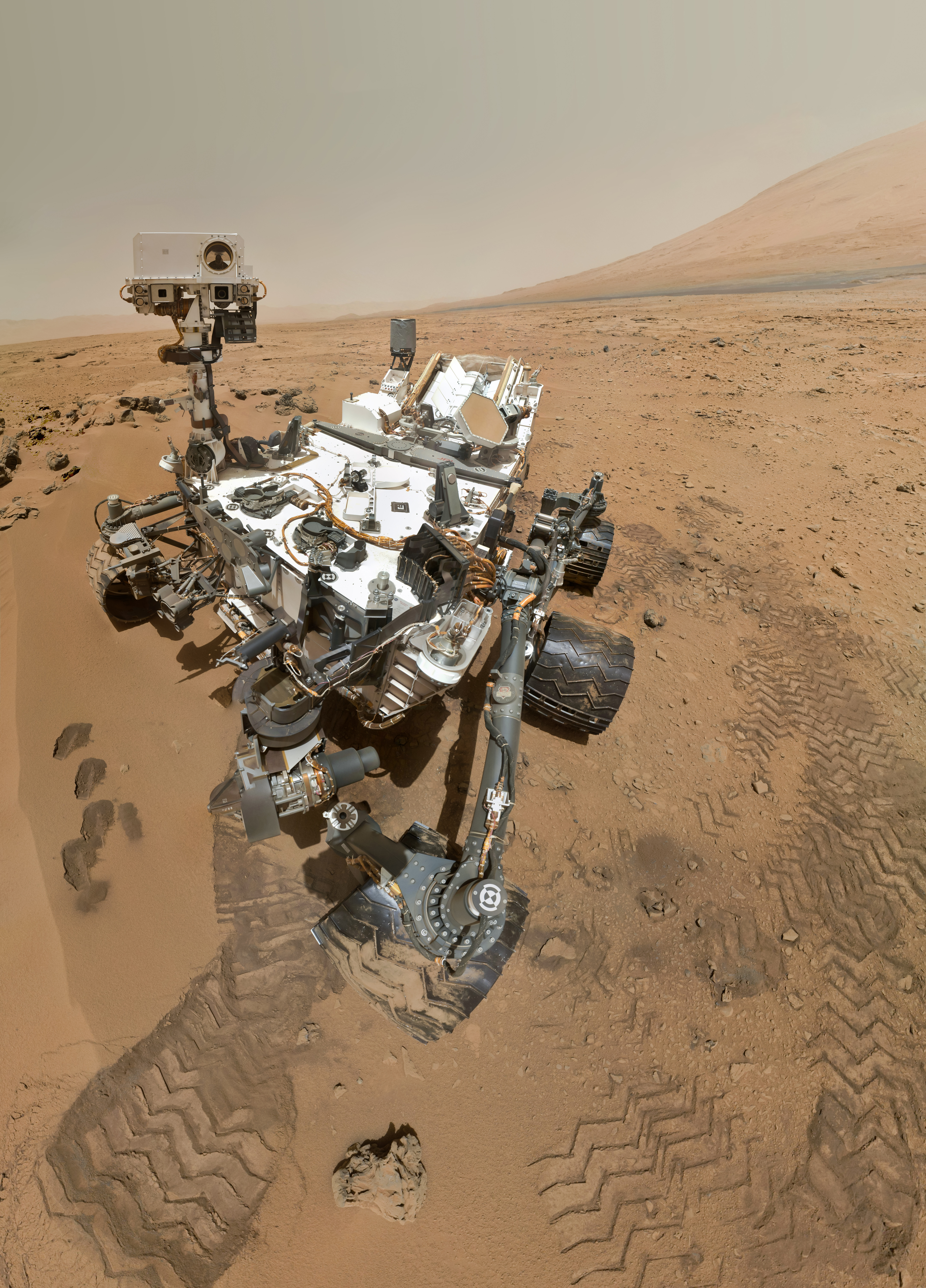
نگاره‌ای که مریخ‌نورد کنجکاوی (Curiosity) با استفاده از بازوی بلند خود در لکه ماسه‌ای راک‌نست در دهانه یا گودال گیل مریخ، از خود گرفته است (۳۱ اکتبر ۲۰۱۲).

کاوش مریخ یا بهرام (به انگلیسی: exploration of Mars) مطالعه و بررسی کردن سیارهٔ مریخ با استفاده از فضاپیماست. فرستادن کاوش‌گر از زمین، در اواخر سدهٔ بیستم، افزایش چشمگیری در دانش شناخت سیستم مریخ، و در درجهٔ اول در درک زمین‌شناسی مریخ و قابل سکونت بودن بالقوهٔ این سیاره تمرکز داشت. تا مارس سال ۲۰۱۵، دو مریخ نورد کاوش‌گر بر سطح مریخ به فرستادن داده‌های خود به زمین مشغول بوده‌اند، پنج مدارگرد نقشه‌برداری نیز برگرد این سیاره حضور داشته‌اند و در نتیجهٔ کار این مدارگردها حجم انبوهی از اطلاعات در مورد مریخ به دست آمده است.
هیچ تلاشی تاکنون برای آوردن نمونهٔ خاک مریخ به زمین صورت نگرفته و تلاش یک مأموریت برای بازگشت از ماه مریخ فوبوس (فوبوس-گرانت) با شکست روبرو شده است.

## تلاش‌های کنونی

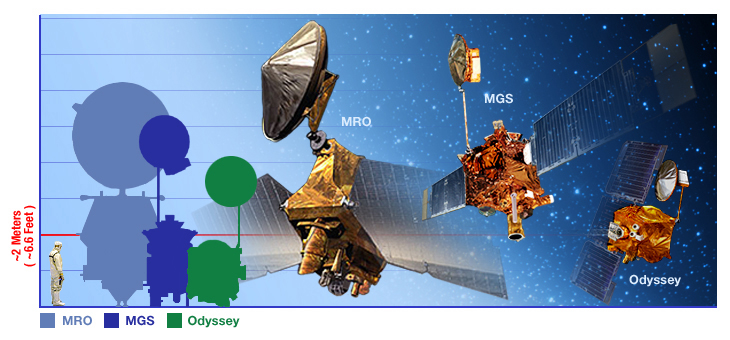
تلاش‌های کنونی

مهندسی سفرهای بین سیاره‌ای بسیار پیچیده است و برنامه‌های کاوش‌گری مریخ میزان شکست بالایی را، به ویژه در اوایل این‌گونه تلاش‌ها تجربه کرده است. تقریباً دو سوم از همهٔ فضاپیماهایی که به مقصد مریخ فرستاده شدند قبل از تکمیل مأموریت خود شکست خوردند و برخی نیز قبل از آن‌که برنامهٔ مشاهده و کاوش‌گری خود را شروع کنند با شکست روبرو شدند، برخی از مأموریت‌ها هم؛ به موفقیت غیرمنتظره‌ای مانند کاوش‌گری‌های مریخ نوردهای دوقلو در مریخ، که برای سال‌ها فراتر از مشخصه‌های تعیین شدهٔ خود موفق بودند، رسیدند.
تا ۱۵ مارس سال ۲۰۱۵، دو مریخ نورد آپورچونیتی و کنجکاوی در ماموریت‌های مریخ‌نوردی فرصت اکتشاف و مأموریت آزمایشگاه کنجکاوی علمی مریخ، همراه با پنج مدارگرد نقشه‌برداری از سیاره: مارس آدیسی ۲۰۰۱، مارس اکسپرس، مدارگرد شناسایی مریخ، مأموریت مدارگرد مریخ و ماموریت تکامل مواد فرار و جو مریخ، در مدار و بر سطح سیارهٔ مریخ به کاوش‌گری مشغول بوده‌اند که حجم انبوهی از اطلاعات در مورد مریخ را برای ماموریت‌های بعدی فراهم کرده‌اند. تاکنون برای هیچ مأموریت بازگشت و انتقال نمونه‌برداری به زمین از مریخ تلاش نشده و یک مأموریت روسی بازگشت از ماه مریخ فوبوس (فوبوس-گرانت) در سال ۲۰۱۱ که برای اولین بار مأموریت بازگشت نمونه از فوبوس را دنبال می‌کرد، در اثر از کار افتادن موشک در مدار زمین سرگردان شد و با شکست مواجه شد.

## سیستم مریخ
توجه به مریخ از مدت‌ها پیش موضوع مورد علاقه بشر بوده است. رصدگری‌های تلسکوپی نخستین که نشان دهندهٔ تغییر رنگ بر روی سطح مریخ بودند به پوشش گیاهی فصلی تعبیر شدند، و ویژگی‌های ظاهری خطی هم به طراحی هوشمندانه نسبت داده شدند.